# 本村の神代文字碑
本村の神代文字碑（ほんむらのじんだいもじひ）は、長野県安曇野市豊科にある石碑。神代文字の一種・阿比留文字にて岐の神の名を石に刻んだもので、もと屋敷神であったものを当地に移転し、道祖神として祀っている。安曇野市有形文化財。

## 地理・歴史
JR南豊科駅から西へ約200メートル、大日堂（大日如来堂）前に位置する。当地は江戸時代のころ安曇郡成相組成相本村として成立し、村の東部には千国街道（糸魚川街道）が通っていた。明治維新後は南安曇郡豊科町を経て、現在は安曇野市の一部となっている。
神代文字碑は高さ・幅ともに50センチメートルの大きさで、覆屋の中に安置されている。向かって右隣には双体像（酒器像）道祖神が、さらにその右隣には高さ205センチメートル、幅180センチメートルという日本一の大きさを持つと言われる文字道祖神碑が建っている。

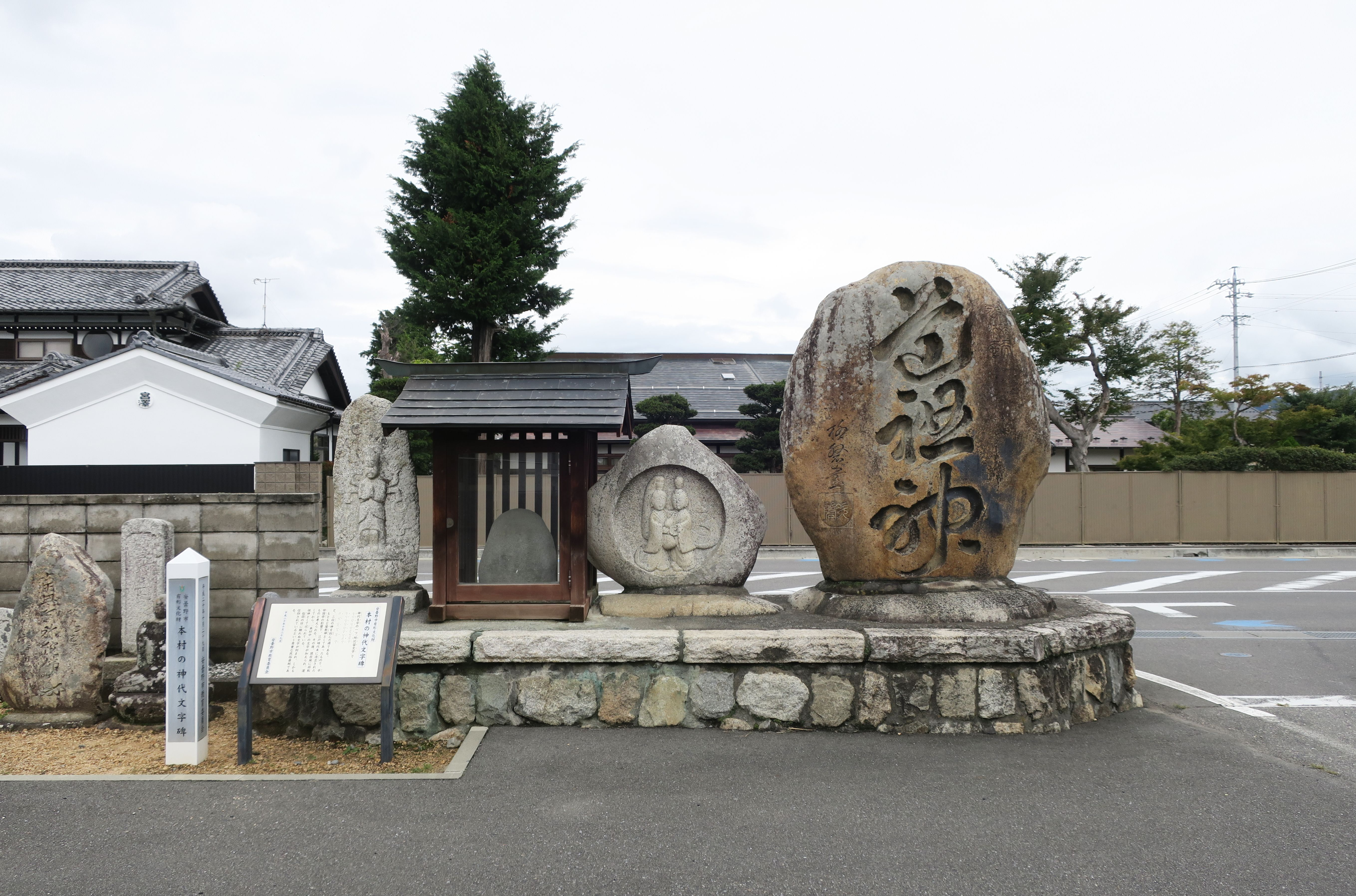
道祖神碑。右から文字碑、双体像、神代文字碑（覆屋内）。

神代文字碑はもともと当地の庄屋であった丸山家の屋敷神として、江戸時代・文政年間に建立された。このころ起こった世直し一揆「赤蓑騒動」の犠牲者に対する慰霊碑であったという。平安時代、平安京では岐の神の名を記したものを神殿の厄祓いに用いたといい、古くは荘園であった当地にもこの習わしが伝わったと考えられている。これを町の共有財産として明治末期から大正初期のころ（一部媒体では昭和とも）現在の場所に移転し、以来道祖神として当地に存在している。1975年（昭和50年）、豊科町有形民俗文化財に指定され、平成の大合併後の2008年（平成20年）10月29日付けで安曇野市有形文化財に指定された。

## 碑文
碑文は縦書きで、右から漢字で「本村中」、阿比留文字で「ヤチマタヒコノカミ」、「ヤチマタヒメノカミ」、「クナトノカミ」と刻まれている。「本村中」の字は当初存在せず、後年現在地に移転した際に刻まれたものである。
阿比留文字を刻んだ道祖神碑は安曇野において他に例がなく、日本国内でも唯一と見られる。解読は1961年（昭和36年）、当時大谷大学の講師であった斎藤彦松によって行われ、その成果は「信州豊科町に現存する特殊文字石の研究」にまとめられた。
「ヤチマタ」（八衢）や「クナト」（岐）は「分かれ道」に通じ、塞の神であると同時に道の神＝道祖神としての性格も有しているとされる。また、ヤチマタヒコノカミは男神、ヤチマタヒメノカミは女神であり、男女神の姿が並ぶ双体像に相通ずるものがある。

## 交通アクセス
JR大糸線・豊科駅から自動車で5分間。最寄り駅は南豊科駅で、西へ直線距離で206メートル。本村公民館が隣接する。